# Stöningsberget
Stöningsberget är ett naturreservat i Umeå kommun i Västerbottens län.
Området är naturskyddat sedan 2016 och är 22 hektar stort. Reservatet består av gamla granar och tallar.